# The Burlington Magazine

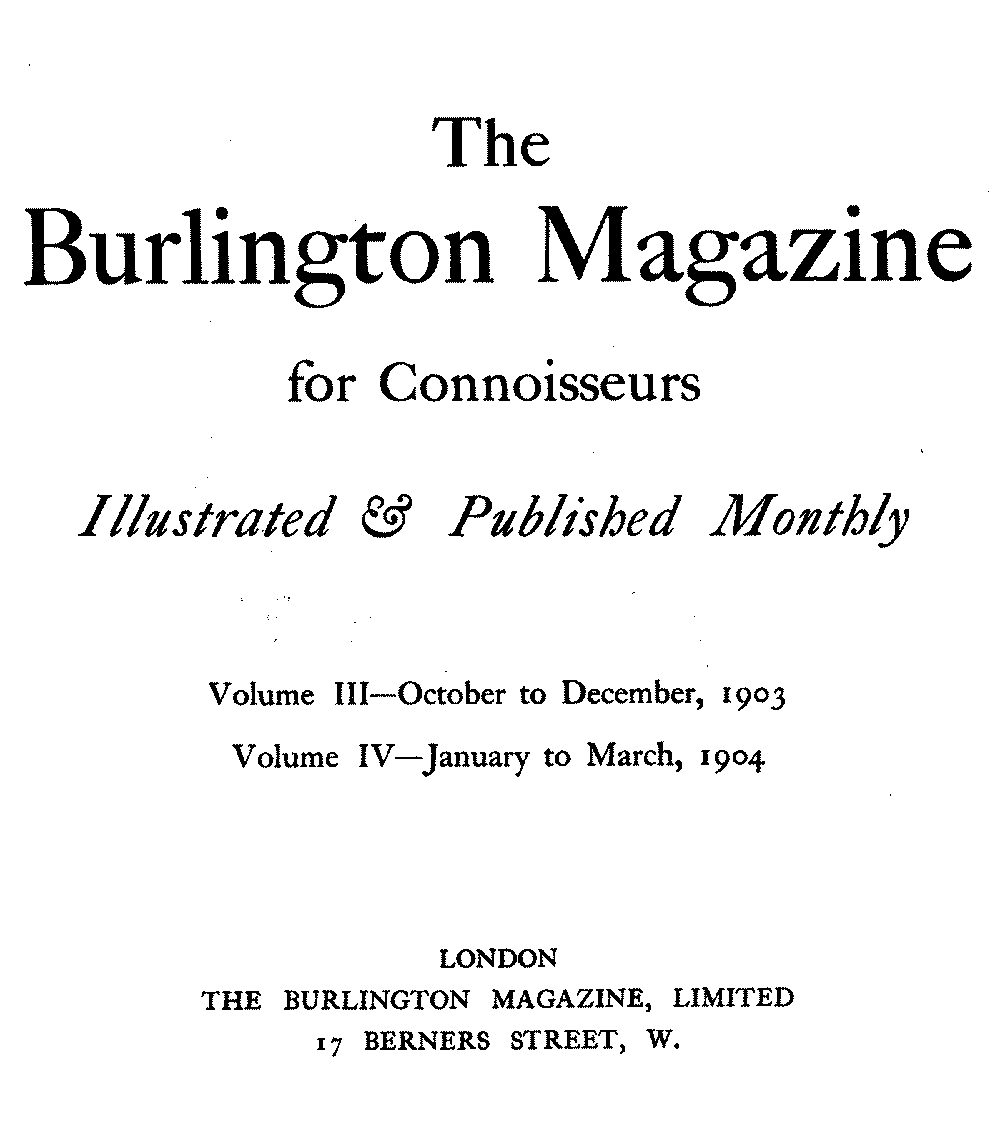
The Burlington Magazine.

The Burlington Magazine är en brittisk konsttidskrift grundad 1903, främst behandlande äldre konst.
Grundare och redaktör under de första åren var Roger Fry. Bland senare tiders redaktörer märks bland annat Herbert Read.